# Patrick Hernandez
Patrick Hernández (Le Blanc-Mesnil, Seine-Saint-Denis, 6 de abril de 1949) es un cantante francés de padre español y madre ítalo-austriaca, muy conocido a finales de la década de 1970 por su canción  "Born to Be Alive", un éxito internacional en 1979.

## Biografía
Nacido en Le Blanc-Mesnil, en las cercanías de París. Se hizo famoso por la interpretación de la canción Born to Be Alive en 1979, un enorme éxito en todo el mundo, característico del movimiento Disco, de hecho, Hernández vive aún de las regalías de esa canción en la actualidad. 
Como curiosidad cabe decir que cuando realizó un espectáculo en Nueva York, una de las bailarinas que se presentaron para acompañarlo en el escenario era Madonna.
En 1995, fue publicado un álbum titulado "The Best of Patrick Hernandez: Born to Be Alive".
Estuvo casado con la  cantante de origen español Luisa Fernández, que interpreta éxitos clásicos de la música disco como Lay Love on You, Disco Boy "Granada" y Spanish Dancer, entre otros. Hernández, a sus 76 años, vive hoy retirado en L'Isle-sur-la-Sorgue.